# Charles des Jamonières
Charles des Jamonières (n. 18 aprilie 1902, Le Cellier, Pays de la Loire, Franța – d. 16 august 1970, Saint-Herblain, Pays de la Loire, Franța) a fost un trăgător de tir ce a reprezentat Franța, medaliat olimpic. A participat la 3 ediții ale Jocurilor Olimpice (1936, 1948, 1956) în care a câștigat o medalie de bronz.